# Maison Racle (Ferney-Voltaire)
Pour les articles homonymes, voir Maison Racle.
La maison Racle située 33 rue de Genève à Ferney-Voltaire, en France, est une maison qui a été construite et habitée par Léonard Racle (1736-1791), architecte de Voltaire.

## Présentation
La maison est située dans le département français de l'Ain, sur la commune de Ferney-Voltaire. L'édifice est inscrit au titre des monuments historiques en 1986.

## Histoire
Voltaire, qui avait fait venir l'architecte et ingénieur Léonard Racle à Ferney en 1764 pour qu'il agrandisse son château, a financé la construction de cette maison conçue et entreprise par ce dernier pour s'installer à Ferney. Racle se voit ensuite confier de nombreux chantiers par le patriarche de Ferney. Après la mort de son bienfaiteur en 1778, il quitte cette localité pour s'établir à Pont-de-Vaux.
La maison du 33 rue de Genève passe ensuite entre les mains de  différents propriétaires, dont Zoé de Budé (1803-1892) , fille du comte Jacques-Louis de Budé (1758-1844), devenu seigneur de Ferney à la suite de Voltaire, laquelle en fait l'acquisition avec son frère Louis en 1846 et y décède en 1892 à l'âge de 88 ans.